# Pakistanisches Atomprogramm

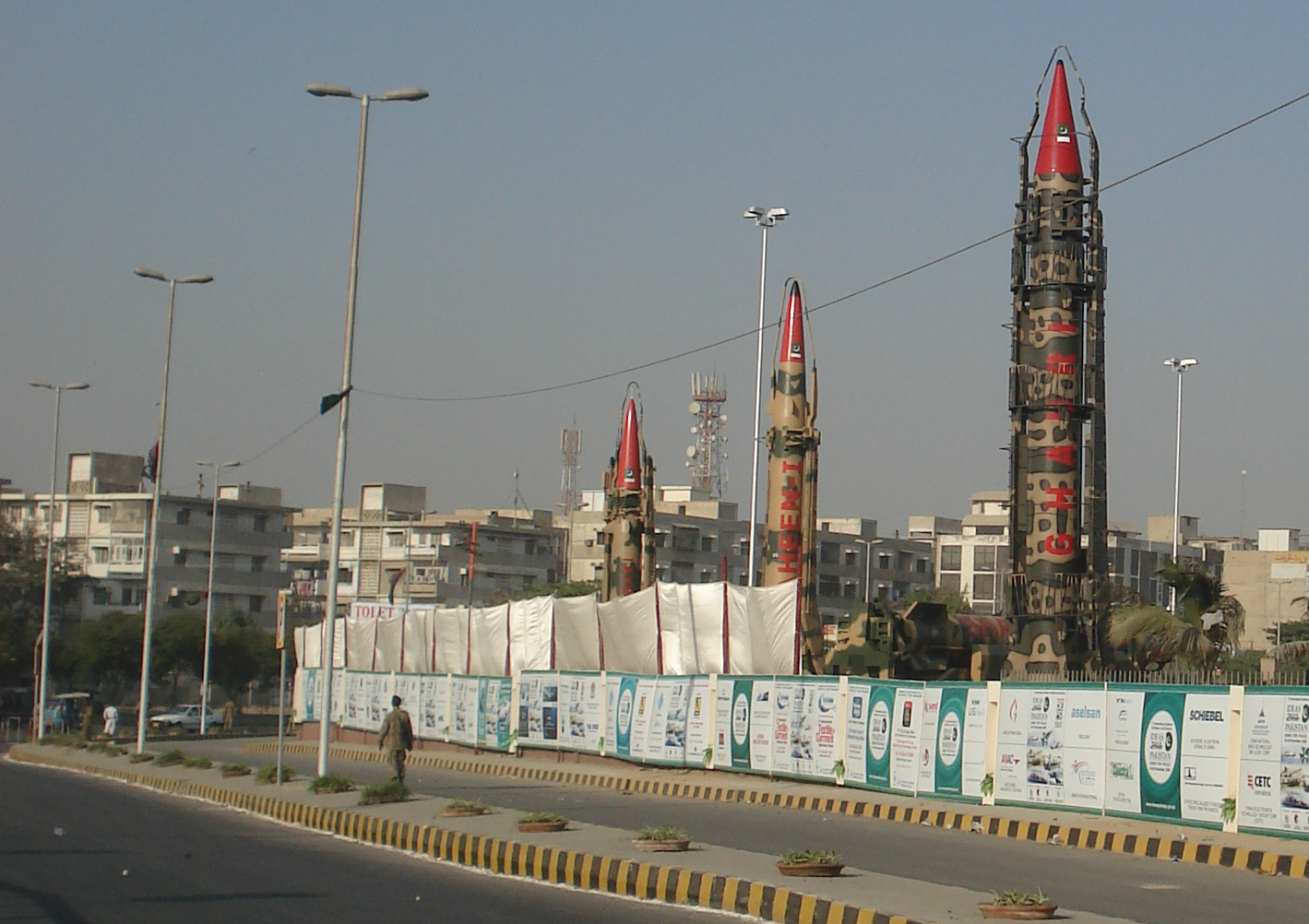
Pakistan demonstrierte seine Atomraketen in Karatschi anlässlich der IDEAS 2008

Das pakistanische Atomprogramm begann 1972 unter Zulfikar Ali Bhutto. Pakistan ist, wie der Nachbar und Erzrivale Indien, eine faktische Atommacht und hat den Atomwaffensperrvertrag nicht unterzeichnet. Das ursprüngliche Ziel Pakistans, bereits 1976 die Atombombe zu haben, konnte jedoch nicht eingehalten werden. Der erste öffentliche Kernwaffentest fand 1998 statt. Gegenwärtig betreibt Pakistan drei kommerzielle Reaktoren mit insgesamt 690 MW, zwei weitere mit zusammen 630 MW sind in Bau.

## Geschichte
1965 wurde das Pakistanische Institut für nukleare Wissenschaft und Technologie gegründet und Ende des Jahres ging der erste Forschungsreaktor in Betrieb – ein Jahr nachdem Abdus Salam das Land verlassen hatte. 1969 begann in Karatschi der Bau eines kommerziellen Reaktors mit der elektrischen Leistung von 90 MW. Abdus Salam kehrte schließlich zurück und wurde 1970/1971 Direktor des Instituts. Führender Ingenieur des offiziellen staatlichen Atomprogramms, welches am 20. Januar 1972 startete, war zunächst Munir Ahmad Khan. Ab 1974 kam Abdul Kadir Khan dazu und trieb das Programm maßgeblich voran. Munir Ahmad Khan wurde Direktor des Forschungsinstituts. Die Atomwaffen wurden seit 1976 unter Leitung von Abdul Kadir Khan entwickelt. Nach ihm ist auch das Khan-Forschungszentrum benannt. 1974–1983 lief das Atomprogramm unter verschiedenen Codenamen wie Project-706 oder Project-726. Nach Aussagen von Abdul Kadir Khan standen erst 1985 alle Mittel bereit, um einen erfolgreichen Atomtest durchzuführen. 1981–1987 erhielt das Land 3,2 Milliarden US-Dollar an militärischer und ziviler Hilfe durch die USA. Während des Militärregimes von Mohammed Zia ul-Haq wurde das Militär mit Hilfe der USA vor dem Hintergrund des Afghanistankrieges modernisiert. Zia ul-Haq bestätigte 1987 in einem öffentlichen Interview mit dem US-Magazin Time, dass Pakistan jederzeit eine Nuklearwaffe herstellen könne. Im Jahr 1983 besuchten indische Militärs Israel, um Technik zur Ausschaltung der pakistanischen Luftabwehr zu kaufen. Ziel war ein indischer Luftschlag auf das pakistanische Atomwaffenzentrum Kahuta. Der pakistanische Geheimdienst erfuhr jedoch davon und ließ Indien mitteilen, dass im Falle eines Angriffs ein Gegenschlag auf die indische Nuklearanlage in Trombay geschehen würde, das in der Nähe von Mumbai liegt. Dies hätte eine Verseuchung einer Millionenstadt mit vielen Toten und Erkrankten zur Folge. Daher bot Israel Indien gemäß der Begin-Doktrin, die besagt, dass keinem islamischen Land Nuklearwaffen zugebilligt werden, an, den Angriff durchzuführen. Indien sollte nur zwei Luftbasen zur Verfügung stellen. Die CIA erhielt Informationen darüber, informierte seinen engen Verbündeten Pakistan und übte Druck auf Israel und Indien aus, sodass Indira Gandhi Anfang 1984 die Pläne fallen ließ.
1998 zündeten die pakistanischen Streitkräfte unterirdisch sechs Nuklearwaffen in der Provinz Belutschistan. Dies erfolgte als Reaktion auf fünf indische Tests im selben Jahr. In den Umfragen über die Atomtests, mit denen sich Pakistan auch für den ersten indischen Test von 1974 revanchieren wollte, gab es zwischen rund 60 % und 97 % Zustimmung.
Die taktischen Nuklearstreitkräfte wurden 1999 von Pervez Musharraf eingeführt. Das Alltagsgeschäft der Kontrolle und Sicherheit der zivilen und militärischen Nuklearanlagen liegt in den Händen der SPD Force, diese untersteht der National Command Authority, deren Vorsitz der Präsident innehat. Das Atomwaffenarsenal wird auf 165 Sprengköpfe geschätzt. Offizielle Angaben dazu gibt es nicht. Ebenfalls unklar ist die Anzahl der Mittel- und Langstreckenraketen Pakistans.
Pakistan verwendet für seine Sprengköpfe hochangereichertes Uran, sein Bestand wurde 2014 auf 2,7–3,5 Tonnen geschätzt. Für die Anreicherung betreibt das Land Gaszentrifugen in Gadwal und Kahuta in der Provinz Punjab.
Pakistan testete im August 2005 erfolgreich den Marschflugkörper vom Typ Hatf VII Babur. Die Streitkräfte folgen der pakistanischen Nukleardoktrin, die einen Erstschlag beinhaltet.